# Szari-Arka repülőtér
A Szari-Arka repülőtér (IATA: KGF, ICAO: UAKK) Kazahsztán egyik nemzetközi repülőtere, amely Karagandi közelében található. Éves utasforgalma 222 445 fő (2016).

## Futópályák
A repülőtér futópályái:
- 05/23 (3602 m, 60 m, vasbeton)

## Forgalom
Az utasforgalom az elmúlt években az alábbi módon változott:
| Utasok száma | 171 646 | 196 201 | 267 009 | 281 931 | 222 445 | 254 838 | 271 411 |
|              | 2012    | 2013    | 2014    | 2015    | 2016    | 2017    | 2018    |